# Jeff Bezos

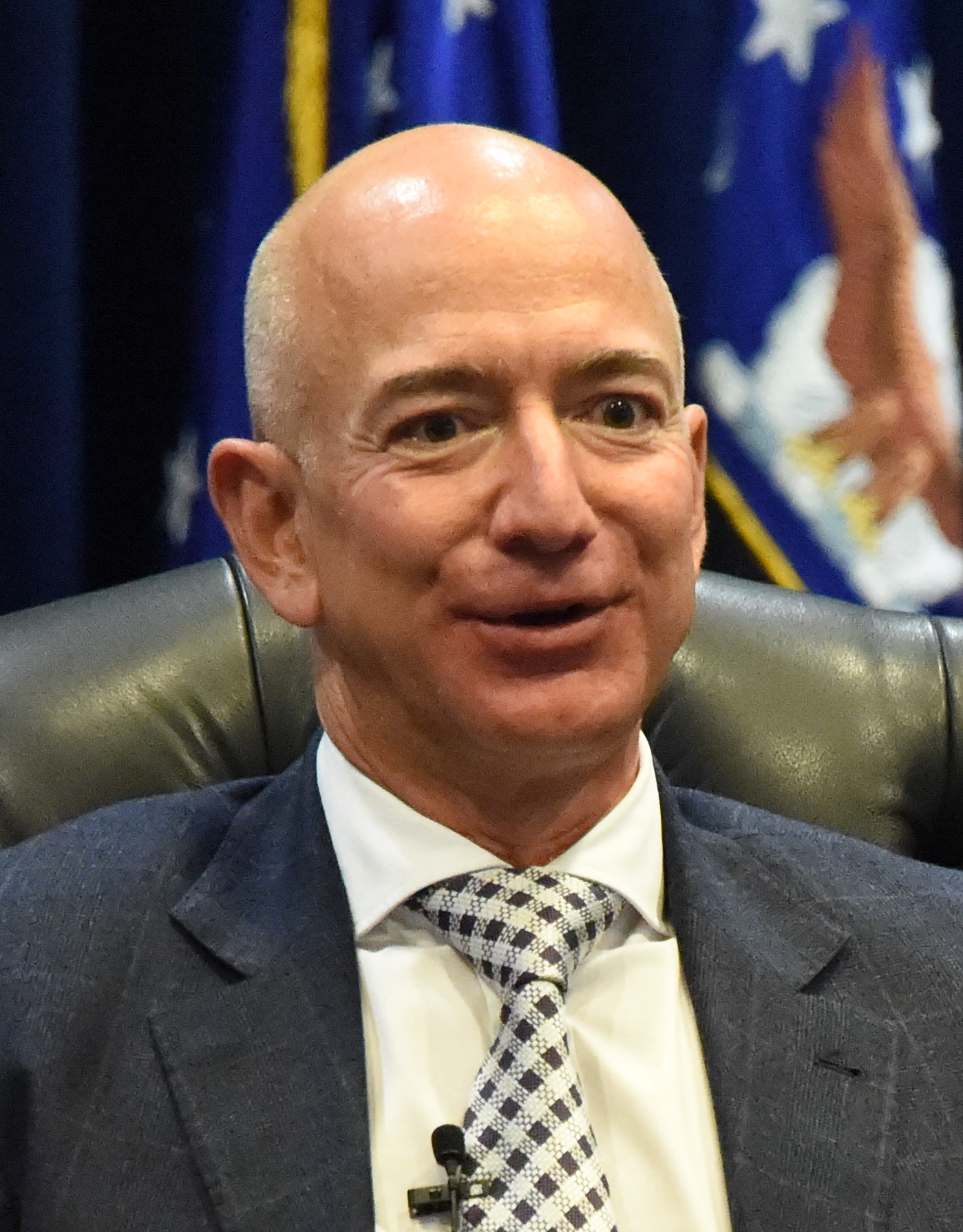

Jeffrey Preston „Jeff“ Bezos [ˈbeɪzoʊs] (* 12. Januar 1964 in Albuquerque, New Mexico als Jeffrey Preston Jorgensen) ist ein US-amerikanischer Unternehmer und Investor. Er ist Gründer des Onlineversandhändlers Amazon und dort als geschäftsführender Vorsitzender des Verwaltungsrats tätig. Außerdem gründete er das Raumfahrtunternehmen Blue Origin.
Anfang März 2024 belief sich sein geschätztes Vermögen laut Forbes auf rund 200 Milliarden US-Dollar.

## Leben

### Herkunft und Ausbildung
Bezos wurde als Sohn von Jacklyn Gise Jorgensen (1946–2025) und Ted Jorgensen (1944–2015) geboren, seine Eltern ließen sich kurz nach seiner Geburt scheiden. Als Jeffrey vier Jahre alt war, heiratete seine Mutter Jackie den Exilkubaner Miguel „Mike“ Bezos. Die Familie siedelte nach Houston in Texas über, wo Mike Bezos für das Ölunternehmen Exxon arbeitete. Jeffrey Bezos besuchte zunächst die River Oaks Elementary School in Houston und nach dem Umzug der Familie nach Miami die Miami Palmetto Senior High School. Von 1982 bis 1986 studierte er an der Princeton University Elektrotechnik und Informatik. Mit Bestnote erwarb Bezos 1986 den akademischen Grad Bachelor of Science (B. Sc.).

### Laufbahn und Unternehmungen
Danach arbeitete Bezos zunächst bei der taiwanischen Mobilfunkgesellschaft FITEL, dann bei den New Yorker Vermögensverwaltungen Bankers Trust und D. E. Shaw & Co. Dort entstand zusammen mit David E. Shaw (* 1951) die Idee eines Buchgeschäfts im Internet.

Logo von Amazon

Am 5. Juli 1994 gründete er das Unternehmen Amazon und trennte sich von Shaw, um die Idee des Onlinehandels allein weiterzuentwickeln.
Im Jahr 2000 gründete Bezos das private Raumfahrtunternehmen Blue Origin. Es gilt als sein Herzensprojekt; etwa 20 Jahre nach dessen Gründung erklärte er, jährlich Amazon-Aktien im Wert von einer Milliarde Dollar zu verkaufen, um dieses Kapital in Blue Origin zu investieren. In einem Interview skizzierte Bezos seine Zukunftsvision, in der die energieintensive Schwerindustrie auf andere Planeten ausgelagert werde, während „die Erde dem Wohnen und leichter Industrie vorbehalten bleibt“.
2007 unterstützte Bezos das Projekt The Clock of the Long Now mit 42 Millionen US-Dollar.
Im August 2013 erwarb Jeff Bezos die Tageszeitung The Washington Post für 250 Millionen US-Dollar. Diese und weitere Investitionen werden über das 2003 gegründete Unternehmen Bezos Expeditions verwaltet.
Am 2. Februar 2021 gab Bezos bekannt, im dritten Quartal 2021 als CEO von Amazon zurückzutreten, diesen Posten Andy Jassy zu übergeben und den geschäftsführenden Vorsitz des Verwaltungsrats, der dem Vorstand übergeordnet ist, zu übernehmen. Er gab die Leitung ab, um sich mehr Blue Origin widmen zu können.
Im September 2021 gründete Bezos gemeinsam mit dem Mail.ru-Gründer Juri Milner das Biotechnologieunternehmen Altos Labs. Das Unternehmen wurde mit 3 Milliarden US-Dollar Startkapital ausgestattet. Altos Labs widmet sich der Nutzung der zellulären Reprogrammierung zur Entwicklung von Therapeutika für die Langlebigkeit. Das Unternehmen hat prominente Wissenschaftler rekrutiert wie Juan Carlos Izpisúa Belmonte (bekannt für seine Arbeit zur Verjüngung durch Neuprogrammierung), Steve Horvath (Arbeit an epigenetischen Alterungsuhren) und Shinya Yamanaka (den Nobelpreisträger und Erfinder der zellulären Neuprogrammierung in Säugetierzellen).

### Privates
Bezos war ab 1993 mit MacKenzie Bezos verheiratet und hat vier Kinder: eine adoptierte Tochter, die in China geboren wurde, und drei Söhne. Am 9. Januar 2019 gab das Ehepaar Bezos seine Absicht bekannt, sich scheiden zu lassen. Im Februar 2019 veröffentlichte Bezos einen offenen Brief an den Verlagschef der Zeitschrift National Enquirer, David Pecker, in dem er ihm Erpressung vorwarf. Man habe Bezos gedroht, intime Privatfotos zu veröffentlichen, wenn er nicht die Untersuchungen einstelle, wie private Textnachrichten von ihm und einer außerehelichen Affäre an die Zeitschrift gelangt seien.
Gleichzeitig wurde die Beziehung von Bezos zu der Moderatorin Lauren Sánchez bekannt. Sie heirateten am 27. Juni 2025 in Venedig.
Bezos gilt als Fan von Star Trek und hat – in aufwendiger Alien-Maske – einen Cameoauftritt in dem Film Star Trek Beyond von 2016. Im Juli 2021 nahm Bezos gemeinsam mit seinem Bruder Mark und zwei weiteren Passagieren an einem touristischen suborbitalen Raumflug mit der Blue-Origin-Rakete New Shepard teil. Er bezeichnete dies als den besten Tag seines Lebens.

## Vermögen
Im Jahr 2018 listete das Wirtschaftsmagazin Forbes Bezos als den reichsten Menschen der Welt. Er ist der erste Mensch, dessen Vermögen die Summe von 200 Milliarden US-Dollar überstieg. Selbst inflationsbereinigt besaß Bezos das größte Vermögen, das Forbes je im Eigentum eines Menschen errechnete. Er blieb bis 2021 an der Spitze der weltweiten Milliardärs-Rankings und wurde dann von Elon Musk überholt.
Bezos ist Besitzer der Segelyacht Koru, deren Baukosten auf 500 Millionen US-Dollar geschätzt wurden.
Anfang 2020 kündigte Bezos an, 10 Mrd. US-Dollar für die Bekämpfung des Klimawandels spenden zu wollen, da dieser die „größte Bedrohung für unseren Planeten“ sei. Das Geld werde, beginnend im Sommer 2020, dem neu gegründeten Bezos Earth Fund zugutekommen, der wiederum Wissenschaftler, Klimaaktivisten und NGOs unterstützen soll.
Eine Untersuchung aus dem Jahr 2021, in welcher der CO2-Fußabdruck von 20 bekannten Milliardären abgeschätzt wurde, kommt zu dem Schluss, dass im Jahr 2018 durch das Konsumverhalten Bezos’ (inkl. Wohnsituation, Yachtreisen, Reisen im Privatjet) 2.224,2 Tonnen CO2e freigesetzt worden sind. Damit trug er so viel zur globalen Erwärmung bei wie 331 durchschnittliche Menschen. (Die durchschnittliche Emission 2018 betrug 6,71 Tonnen CO2e.)
Im Jahr 2020 verkaufte Bezos bis Anfang November Amazon-Aktien, die infolge der COVID-19-Pandemie 70 Prozent Wertzuwachs verzeichneten, für 10,2 Milliarden US-Dollar.
Im Juni 2021 veröffentlichte ProPublica die Höhe eines fiktiven Steuersatzes der US-amerikanischen „Superreichen“, der auch Wertsteigerungen von deren Unternehmensanteilen als Einkommen betrachtete. Danach zahlte Jeff Bezos in den Jahren 2014–2018 0,98 % Steuer in Relation zu seinem fiktiven Einkommen. Nur Warren Buffett zahlte mit 0,10 % noch weniger (Michael Bloomberg: 1,3 %; Elon Musk: 3,27 %).

## Positionen und Kontroversen

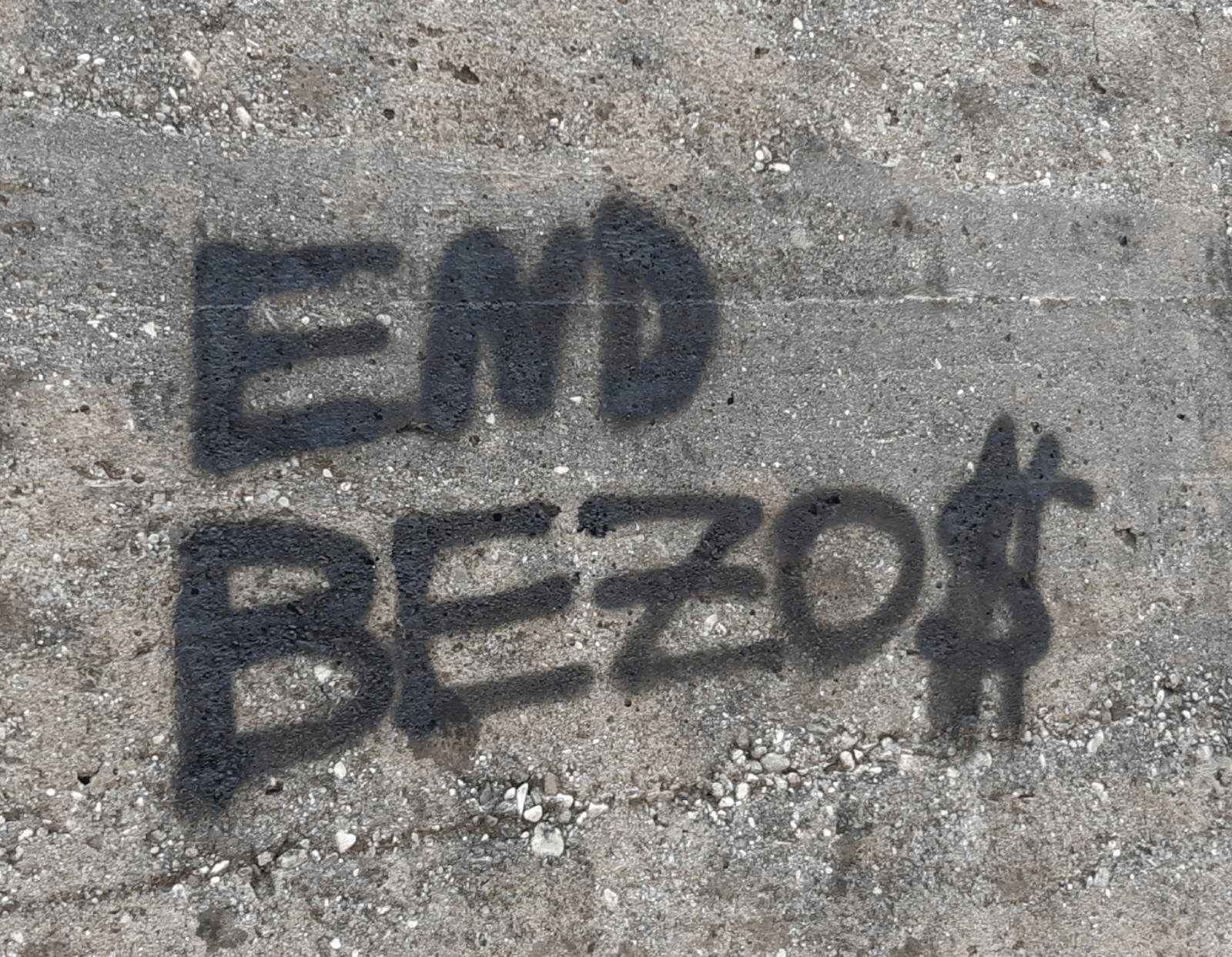
Bezos-kritisches Graffito

2012 unterstützte Bezos eine Kampagne zur Öffnung der Ehe für gleichgeschlechtliche Paare in Washington mit 2,5 Millionen US-Dollar.

Logo der Washington Post

Mit der Akquisition der Washington Post im Jahr 2013 hatte Bezos laut The Wall Street Journal gezögert, weil er angeblich befürchtete, dass die Recherchen der Journalisten mit seinen Geschäftsinteressen kollidieren könnten.
Im Mai 2014 wurde Bezos beim Weltkongress des Internationalen Gewerkschaftsbundes zum „Schlechtesten Chef der Welt“ gewählt. Am 15. August 2015 kritisierte die New York Times im Artikel Inside Amazon: Wrestling Big Ideas in a Bruising Workplace Amazons Geschäftspraktiken und Führungsstil. Bezos wiederum gab an, sein Unternehmen in der Beschreibung nicht wiederzuerkennen.
US-Finanzministerin Janet Yellen (Kabinett Biden) forderte im April 2021 einen globalen Mindeststeuersatz für Unternehmen. Bezos unterstützte dies und ermutigte den US-Kongress und die US-Regierung zu einer „richtigen, ausgewogenen Lösung, die die Wettbewerbsfähigkeit der Vereinigten Staaten aufrechterhält oder erweitert“.
Im Jahr 2024 entschied Bezos anlässlich der US-Präsidentschaftswahl 2024, dass seine Washington Post aus „Achtung der menschlichen Freiheit“ keine Empfehlung zu US-Präsidentschaftswahlen mehr aussprechen werde. Er begründete diese Entscheidung mit Vertrauensverlusten der Medien und damit, dass Menschen Medien für parteiisch hielten. Zahlreiche prominente Journalisten verließen daraufhin die Redaktion der Zeitung. Etwa einen Monat nach der Amtsübernahme durch Donald Trump im Jahr 2025 gab Bezos der Washington Post die Vorgabe, im Meinungsressort nur noch „persönliche Freiheit und freie Märkte“ zu unterstützen.

## Auszeichnungen
- 1999 wählte das Time Magazin ihn zur Person of the Year.[43]
- 2012 nannte ihn Fortune Geschäftsmann des Jahres.[44]
- 2012 wurde Bezos in die American Academy of Arts and Sciences gewählt.
- 2018 wurde er in die National Academy of Engineering gewählt.
- 2018 erhielt Bezos den Axel Springer Award.[45]
- 2023 nahm Frankreichs Präsident Emmanuel Macron Bezos in die Ehrenlegion auf.[46]